# Мальвазиа, Корнелио
Корне́лио Мальва́зиа (итал. Cornelio Malvasia; 1603, Болонья, Папское государство — 1664, замок Мальвазиа в Пандзано, Кастельфранко-Эмилия, Папское государство) — итальянский аристократ и военачальник. Маркиз Бисмантова. Сенатор и гонфалоньер Болоньи. Участник Тридцатилетней войны и войны за Кастро. Увлекался изучением астрологии и астрономии. Изобрёл микрометр для телескопа. Меценат. Покровительствовал астрономам Джеминьяно Монтанарии и Джованни Доменико Кассини.

## Биография
Корнелио Мальвазиа родился в 1603 году в Болонье. Он происходил из известного аристократического рода, имевшего тесные связи со Святым Престолом. Приходился двоюродным братом историографу искусства Карло Чезаре Мальвазиа.
Избрал военную карьеру. В 1628 году стал сенатором родного города. В 1630 году был назначен гонфалоньером Болоньи. Во время Тридцатилетней войны командовал флотом Папского государства. Во время войны за Кастро возглавлял кавалерию папской армии.
После служил военным советником у моденского герцога Альфонсо IV. Как военачальник, Мальвазиа пользовался хорошей репутацией при французском дворе и при дворах ряда итальянских государств. Он был назначен маршалом французских войск в итальянских землях. Моденский герцог Франческо II назначил его генералом моденской армии. Вместе с ним, в 1656 году он посетил Париж. Во время этого визита король Людовик XIV назначил ему ежегодную пенсию в четыреста луидоров, а кардинал Мазарини подарил генералу бриллиантовую бутоньерку.
Кроме военного дела, Мальвазиа интересовался астрологией и астрономией. Им был изобретён микрометр для телескопа из параллельно уложенных серебряных нитей. В 1640 году в своём замке в Пандзано он построил обсерваторию. По приглашению маркиза в этой обсерватории вели наблюдения астрономы Джеминьяно Монтарини и Джованни Доменико Кассини. Последний при его покровительстве в 1650 году возглавил кафедру астрономии в Болонском университете. В 1662 году на средства Мальвазиа была издана книга «Новейшие эфемериды» (лат. Ephemerides novissimae motuum coelestium) с посвящением кардиналу Джулио Саккетти. Умер в замке Мальвазиа в 1664 году.